# Лубянська Світлана Павлівна
Світлана Павлівна Лубянська – авторка кіносценаріїв, що перемагали у конкурсі «Коронація слова», електронних навчальних курсів та тренінгів, кандидат психологічних наук, ректор Київської Академії перукарського мистецтва.

## Освіта
- у 1994 році закінчила Київський університет імені Тараса Шевченка, спеціальність –  «Фізична хімія»;
- у  1998 році закінчила магістратуру Міжнародної Академії управління персоналом, спеціальність – «Психологія»;
- у 2010 році в Інституті психології  ім. Г.С. Костюка АПН України захистила кандидатську дисертацію за спеціальністю «Педагогічна та вікова психологія».
- у  2012 році закінчила практичний курс сценаристів в Телешколі Слободяна (м.Київ).
- у 2016 році пройшла експертний курс за програмою «Еріксонівська терапія і гіпноз»
- у 2016-2017 р.р. пройшла навчання за програмами: «Основи сексології та сексопатології», "Сексуальні розлади у чоловіків та їх корекція", "Сексуальні розлади у жінок та їх корекція", "Подружня терапія. Робота з сексуальними дисгармоніями в парі".
- у 2018 р. взяла участь у тренінгу "Психологічна травма внаслідок насильсьва: принципи та практика подолання" (Holly Aldrich i Janet Yassen (США)).

## Робота
З 2002 року и по теперішній час працює ректором вищого навчального закладу «Київська Академія перукарського мистецтва», є також головним редактором журналу «Локон», автором проекту «Міжнародний Фестиваль перукарського мистецтва, моди і дизайну «Кришталевий Янгол»» та віце-президентом СМС-САТ України.

## Місія, творчість та захоплення
Свою місію вбачає в психологічній допомозі людині стати щасливою, розробляє тренінги та навчальні курси з психології та сексології, займається психологічною корекцією сексуальних дисфункцій психогенного характеру та сексуальних дисгармоній у парі.

## Премії і відзнаки
1. «Відмінник освіти України»,
2. двічі лауреат Міжнародного літературного конкурсу «Коронація слова 2013» у номінації  «Кіносценарії» (за сценарій повнометражного фільму «Будь моїм татом»)  та у номінації «Кіносценарії для дітей» (за сценарій анімаційного фільму «Дзьобик»),
3. багаторазовий дипломант Книги рекордів України у розділі «Мистецтво».